# YTO Group
YTO Group Corporation est un groupe industriel chinois producteur de machines agricoles et matériels de travaux publics. 
Créé en 1955, l'entreprise s'est développée et est devenue un des leaders mondiaux dans les domaines des tracteurs agricoles, des engins de travaux publics et matériel de construction, production d'énergie mobile, véhicules spéciaux de chantier. Il est aujourd'hui le premier producteur de rouleau-compresseurs du pays.

## Histoire
Le premier plan quinquennal chinois a engendré la création, en 1955, de la société "First Tractor Works of China" plus connue sous le nom First Tractor Co. Ltd., la seule très grande entreprise de fabrication de machines agricoles de Chine.
La société holding de First Tractor Co. Ltd est YTO Group Corporation qui dépend de la "Société nationale des industries de machinerie chinoise" SINOMACH. La marque commerciale est «DFH» sur le marché chinois et YTO dans le reste du monde.
Le premier tracteur agricole baptisé Dongfanghong 54 a été produit le 20 juillet 1958. En 1965, l'entreprise lance son second modèle, le Dongfanghong 28 en 1965 qui sera fabriqué jusqu'en 1979 en 63.109 exemplaires. 
Avant d'utiliser la marque YTO, les tracteurs et les moteurs étaient commercialisés sous la marque Dongfanghong (DFH, en  chinois : 红 ; en Pinyin : Dōng Fāng Hóng soit, littéralement : «l'Est est rouge»). 
À partir de 1985, FiatAgri a aidé le constructeur First Tractor Company avec un transfert de technologie pour les moteurs et les tracteurs agricoles. Le constructeur chinois a fabriqué sous licence toute la gamme FiatAgri Série 90.
En 2005, le constructeur américain AGCO a annoncé être en pourparlers avec First Tractor Company pour créer une entreprise commune pour la fabrication locale sous licence d'une gamme de tracteurs de 40 à 100 chevaux. Bien que l'entreprise commune ne se soit jamais concrétisée, YTO et AGCO ont toujours coopéré pour fabriquer des tracteurs basés sur un modèle Valtra (propriété d'AGCO)
La société souhaitait s'implanter sur les marchés internationaux en établissant des usines et des réseaux de vente à l'étranger mais n'y a pas réussi. Elle propose des tracteurs simples, avec peu d'électronique et résistants.
Le 8 mars 2011, YTO Corporation a signé l'achat de l'ancienne usine McCormick de Saint Dizier au groupe italien Argo, sauvant a priori 190 emplois.  Les transmissions pour tracteurs de cette ancienne usine McCormick sont plus avancées que celles de ses modèles. La fabrication de tracteurs YTO prévue à Saint-Dizier n'a pas vu le jour, mais les techniques des transmissions ont peut-être été reprises par les sites de production chinois. L'activité de l'usine de Saint-Dizier s'est finalement interrompue en 2020.
En mars 2013, la société a enregistré sa première commande importante à l'exportation, l'Éthiopie lui a acheté des tracteurs pour une valeur totale de 100 millions de dollars.

## Les différents secteurs d'activité

### Matériel agricole

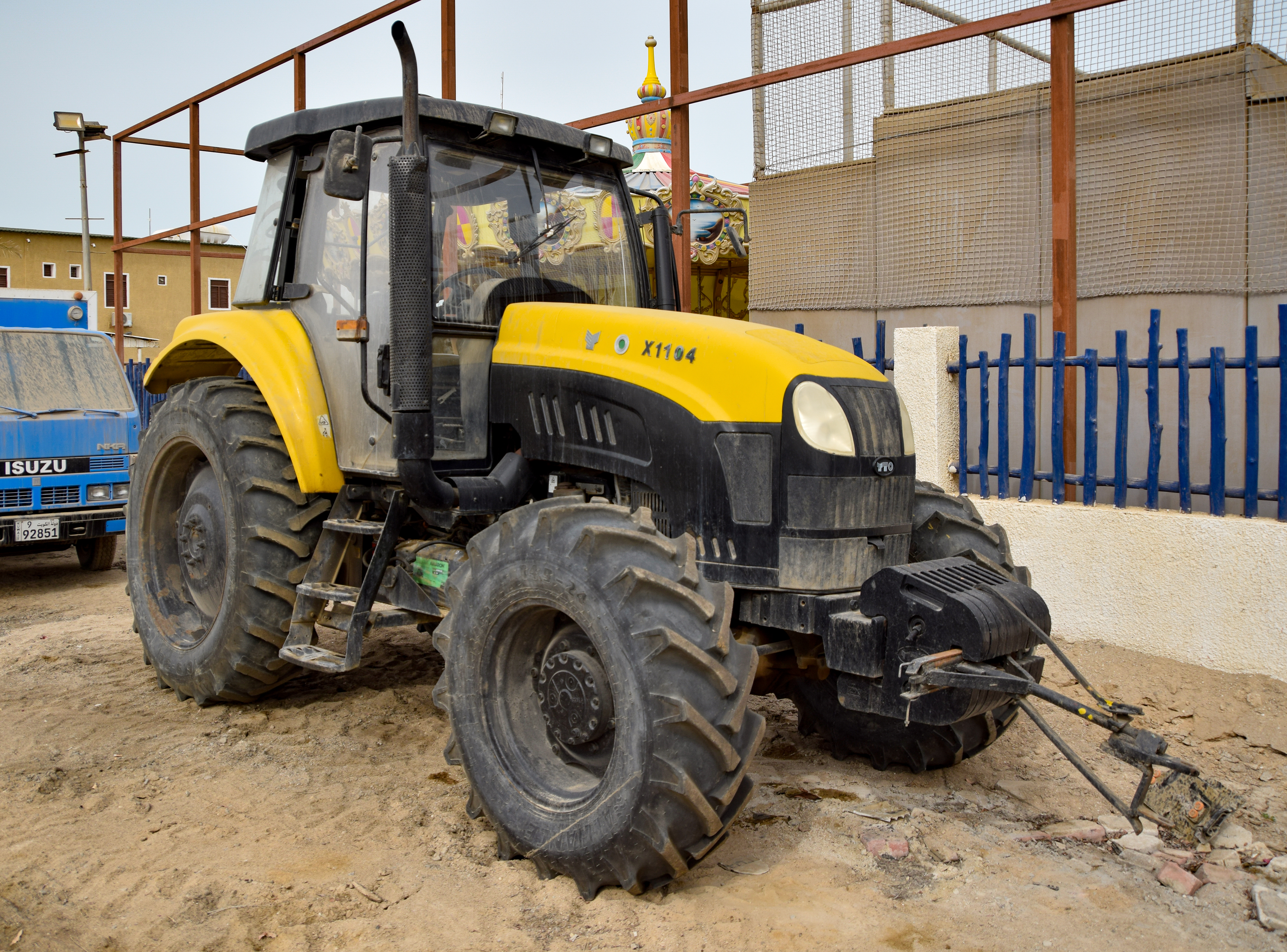
Un tracteur YTO X1104 au Koweït

- tracteurs à roues d'une puissance de 18 à 220 Ch,
- tracteurs à chenilles d'une puissance de 40 à 140 Ch,
- moissonneuse-batteuses
- équipements et accessoires pour le travail agricole

### Matériel de construction
- rouleaux compresseurs,
- chargeuses sur pneus,
- niveleuses,
- pelles sur chenilles,
- bulldozers,
- chariots élévateurs,
- compacteurs à déchets,
- finisseur pour enrobés,
- recycleur à froid d'enrobés,
- centrales à béton,
- centrales d'enrobés,
- foreuse de sol,
- groupe électrogène mobile.

### Véhicules spécialisés de chantier
- tombereau minier 6x6
- automobile pick-up
- véhicules spéciaux : semi-remorques, camions à ordures ménagères, camion citerne pour le transport d'eau potable,
- camion pour unité médicale mobile.

### Moteur diesel
- moteurs diesel : 30 modèles de 2,2 à 8,8 litres de cylindrée,